# Karlos Cabral
Karlos Márcio Vieira Cabral (17 de agosto de 1980, Rio Verde) é um servidor público do Tribunal de Justiça de Goiás, formado em Direito pela Universidade de Rio Verde, e está em seu segundo mandato de deputado estadual em Goiás. 

## Carreira Política
Em 2004 Karlos Cabral foi candidato a vereador por Rio Verde, e nas duas próximas eleições municipais candidatou-se a prefeito da sua cidade. Em 2010 foi eleito deputado estadual pelo Partido dos Trabalhadores obtendo 14.427 votos em mais de 180 municípios. Graças à sua atuação municipalista, Karlos Cabral recebeu 15.254 votos, ficando na primeira suplência da coligação. 
Em dezembro de 2016, Karlos foi empossado para exercer seu segundo mandato de deputado estadual.. Na Assembleia Legislativa, o deputado Karlos Cabral foi presidente da Comissão de Educação, Cultura e Esporte.

## Homenagens
- Comenda do Mérito Anhanguera[2]
- Título de Cidadão Iporaense[3]
- Título de Cidadão Vilaboense
- Diploma de Honra ao Mérito em Estrela do Norte/GO